# 각시멧노랑나비
각시멧노랑나비(Gonepteryx mahaguru)는 흰나비과의 한 종류이다. 날개를 활짝 펴고 꽃에 앉아 있는 모습인 연지곤지를 찍고 소맷자락에 얼굴을 가린 수줍은 옛 신부의 고운 자태가 떠올라서 이름도 각시멧노랑나비이다.